# Epicauta nigropunctata
Epicauta nigropunctata là một loài bọ cánh cứng trong họ Meloidae. Loài này được Blanchard miêu tả khoa học năm 1843.